# 高橋來
高橋來（日语：髙橋來，2009年2月4日—），日本男兒童演員。隸屬於THEATRE ACADEMY童星經紀公司。

## 簡歷
2013年，高橋來以電視劇《檢事・朝日奈耀子》正式以演員身分出道。同年，在滿島光主演的電視劇《Woman》中飾演小兒子「陸」，其可愛自然的表現引起關注。
2014年，在NHK的電視劇10時段《告別自己》飾演藤木直人與永作博美的兒子；2015年，在《I'm Home》劇中飾演木村拓哉的兒子。

## 戲劇

### 電視劇
- 檢事・朝日奈耀子（日语：検事・朝日奈耀子）13（2013年3月9日，朝日電視台） - 良太（2歲）
- Woman（2013年7月3日－9月11日，日本電視台）- 青柳陸
- 刑警的眼神（日语：刑事のまなざし#テレビドラマ） 第6話（2013年11月11日，TBS電視台） - 小田浩貴
- Dr.DMAT 第1話・第2話（2014年1月16日－23日，TBS電視台） - 翼
- 真相大白（2014年4月21日－6月23日，TBS電視台） - 神山健太
- 潘朵拉～永遠的命（日语：パンドラ (テレビドラマ)#パンドラ〜永遠の命〜）SP（2014年4月27日，WOWOW） - 田代新兒
- 死神君（2014年6月13日，朝日電視台） - 内田翔太
- 我們都是死人（日语：僕らはみんな死んでいる♪）（2014年7月－9月，TBS電視台） - イツキ
- 匿名探偵（日语：匿名探偵#第2期） 第7話（2014年8月22日，朝日電視台） - 坂巻陽一
- 告別自己（2014年10月14日－，NHK） -　星野健人
- 全部成為F（2014年10月21日－，富士電視台） -　 香山祐介（第3、4話）
- 辯護師新人王（日语：特攻事務員ミノワ）（2014年12月4日－，讀賣電視台） - 新城歩（第10話）
- 保育偵探25時～花咲慎一郎無法睡眠!!～（日语：花咲慎一郎シリーズ）（2015年1月16日－，東京電視台） - 清水優斗（第1話）
- I'm Home（2015年4月－，朝日電視台） - 家路良雄
- 連續電視小說（2015年8月31日 - ，NHK） - 津村徹志
- 37.5℃的眼淚 第9集（2015年9月10日、TBS） - 川上遼
- 暴风雨之泪（日语：嵐の涙〜私たちに明日はある〜）（2016年、富士電視台） - 相田大地
- 讓我稱呼岳父大人第8集（2016年3月8日、富士電視台） - 光太郎
- 假面騎士EX-AID（2016年） - 寶生永夢（童年時期）
- 雛鳥（2017年4月3日－9月30日，NHK綜合頻道） - 谷田部進
- 初戀的惡魔 第1集（2022年7月16日，日本電視台） - 大希

### 電影
- 鋼之鍊金術師（2017年） - 愛德華·艾力克（童年）

### 網路劇
- 我們都是死人（日语：僕らはみんな死んでいる♪）（2013年12月－2014年2月，NOTTV） - イツキ

## 廣告代言
- 株式会社 DISCO
- MTI music.jp
- 大正製藥 ヴィックスヴェポラップ 「塗るかぜ薬 篇」（2013年）
- 樂天集團 プティスリー 「小さなパティシエ 篇」（2014年4月8日 - ）[4]

## 外部連結
- 高橋來官方網站 （页面存档备份，存于）
- 高橋來的Instagram帳戶